# 저승보다 낯선
《저승보다 낯선》은 2021년에 개봉한 대한민국의 영화이다.

## 캐스팅
- 여균동 : 민우 역
- 주민진 : 놈 역
- 구재연
- 김소희
- 이수인
- 여의령
- 김영연
- 정순란